# Z kamerą wśród zwierząt
Z kamerą wśród zwierząt – polski program przyrodniczy, produkowany przez TVP Wrocław, nadawany od 17 stycznia 1971 do 22 czerwca 2002 na antenie TVP1, prowadzony przez małżeństwo Antoniego i Hannę Gucwińskich.

## Opis programu
Prowadzący, którzy byli pracownikami Ogrodu Zoologicznego we Wrocławiu, opisywali życie i zachowanie zwierząt. Zdjęcia do programu kręcone były we wrocławskim zoo. W latach 80. XX wieku cieszył się dużą popularnością. Charakterystyczny utwór podczas czołówki i napisów końcowych, zatytułowany „The Pelican Dance” w wykonaniu The Baronet, stał się rozpoznawalną cechą programu.

## Nagrody
- Wiktor 1986 i 1988[1]
- Złoty Ekran 1986, 1988[1]

## Nawiązania
Popularność Z kamerą wśród zwierząt zaowocowała również tym, że w roku 1996 zespół Big Cyc wydał album Z gitarą wśród zwierząt, którego tytuł jest parafrazą tytułu programu.
Wojciech Cejrowski prowadził w telewizji Polsat autorski program Z kamerą wśród ludzi (2003–2004).